# 東義大學站
東義大學站（：／ Donguidae yeok */?）是釜山地鐵2號線沿線的一座地下車站，位於韓國大韓民國釜山廣域市釜山镇区伽倻洞。

## 車站結構
站體為2面2線側式月台的地下車站，候車月台設有全高式月台門，可通過候車室轉乘對向列車。

### 月台配置
| 伽倻 ↑ |
| \| 上  |
| ↓ 開琴 |

| 月台 | 路線               | 目的地                       |
| ---- | ------------------ | ---------------------------- |
| 上行 | ●釜山都市铁道2号线 | 西面、大淵、金蓮山、萇山方向 |
| 下行 | ●釜山都市铁道2号线 | 沙上、德川、湖浦、梁山方向   |

## 歷史
- 1999年6月30日：落成啟用。

## 車站周邊
- 東義大學（朝鲜语：동의대학교）
- 伽耶高校
- 伽耶初等學校
- 伽倻女子中學
- 光武女子中學
- 白楊隧道
- 釜山鎮郵局

## 相鄰車站
釜山交通公社
●釜山都市铁道2号线
伽倻（221）－東義大學（222）－開琴（223）